# For Girls Who Grow Plump in the Night
For Girls Who Grow Plump in the Night är ett musikalbum av Caravan som lanserades 1973. Det släpptes på skivbolaget Deram i Europa och London Records i USA. I Spanien gavs albumet ut med titeln Headloss. Efter att ha lämnat gruppen under ett album var nu David Sinclair tillbaka som gruppens keyboardist. Ny medlem inför albumet var Geoffrey Richardson på fiol.
Caravan ger år 2013 ett antal konserter i Storbritannien i samband med albumets 40-årsjubileum.

## Låtlista
1. "Memory Lain, Hugh / Headloss" - 9:19
2. "Hoedown" - 3:20
3. "Surprise, Surprise" - 4:07
4. "C'thlu Thlu" - 6:15
5. "The Dog, the Dog, He's at It Again" - 5:58
6. "Be All Right / Chance of a Lifetime" - 6:37
7. "L' Auberge du Sanglier / A Hunting We Shall Go / Pengola / Backwards / A Hunting We Shall Go (repris)" - 10:07